# Teodoro Sampaio, São Paulo
Teodoro Sampaio là một đô thị ở bang São Paulo của Brasil. Đô thị này nằm ở vĩ độ 22º31'57" độ vĩ nam và kinh độ 52º10'03" độ vĩ tây, trên khu vực có độ cao 321 m. Dân số năm 2004 ước tính là 20.549 người. 

## Sông ngòi
- Sông Paraná
- Sông Paranapanema
- Ribeirão Cuiabá
- Ribeirão da Lagoa ou Água Sumida
- Ribeirão das Pedras
- Ribeirão Laranja-Azeda
- Ribeirão Laranjeira
- Ribeirão Cachoeira do Estreito ou Bonito
- Ribeirão do Engano
- Córrego da Areia Branca
- Córrego Guaná
- Córrego Águas Claras
- Córrego Seco
- Córrego Cana Brava ou Criciúma
- Córrego São Carlos
- Córrego Sete de Setembro
- Córrego do Sapé ou do Diabo
- Córrego do Evaristo ou da Estação

### Các xa lộ
- Rodovia Arlindo Bétio SP-613
- Rodovia General Euclides Figueiredo SP-563